# Simone Pecorini
Simone Pecorini (Milano, 12 gennaio 1993) è un calciatore italiano, difensore del Pavia.

## Caratteristiche tecniche
Il suo ruolo naturale è quello di terzino destro, anche se all'occorrenza può venire impiegato anche come difensore centrale o come centrocampista centrale.

## Carriera

### Club
Ha iniziato a giocare nel settore giovanile dell'Inter nel 2002, rimanendovi fino al termine della stagione 2009-2010.
Viene mandato in prestito al Sassuolo per la stagione 2010-2011, nella quale gioca nella Primavera degli emiliani; nel corso della stagione esordisce inoltre anche tra i professionisti, giocando da titolare nel campionato di Serie B il 27 marzo 2011 nella sconfitta contro il Siena per 4-0.
L'anno seguente gioca invece nella squadra Primavera dell'Inter, mentre nella stagione 2012-2013 passa in prestito all'Empoli, dove colleziona 3 presenze in Serie B, venendo ceduto poi nel mercato di gennaio al Cittadella, sempre in prestito, squadra in cui rimarrà fino al 2015.
Durante il tempo passato coi veneti, colleziona 47 presenze condite da una rete, la sua prima professionistica, segnata il 24 settembre 2013 nel pareggio per 2-2 contro il Novara. Dal 2015 al gennaio 2017 milita sempre in Serie B, stavolta tra le file dell'Ascoli.
Il 31 gennaio 2017 viene ceduto a titolo definitivo alla Virtus Entella, con cui colleziona ulteriori 7 presenze nella serie cadetta. Il 21 giugno 2017 passa all'Avellino, sempre in Serie B. In seguito gioca in Serie C con Cuneo, Monopoli.
Il 19 agosto 2020 firma un contratto con la Pro Sesto, sempre in Serie C. Il 5 luglio 2022 passa al Lecco, con il quale conquista la promozione in Serie B dopo 50 anni dall'ultima apparizione. Tuttavia, il 4 luglio 2023 passa al Sant'Angelo, scendendo quindi in Serie D.
Nella stagione 2024-2025 vince l'Eccellenza lombarda con il Pavia.

### Nazionale
Ha collezionato complessivamente 26 presenze e un gol nelle nazionali giovanili dall'Under-16 all'Under-20.

## Statistiche

### Presenze e reti nei club
Statistiche aggiornate al 7 maggio 2024.
| Stagione          | Squadra           | Campionato        | Campionato | Campionato | Coppe nazionali | Coppe nazionali | Coppe nazionali | Coppe continentali | Coppe continentali | Coppe continentali | Altre coppe | Altre coppe | Altre coppe | Totale | Totale |
| Stagione          | Squadra           | Comp              | Pres       | Reti       | Comp            | Pres            | Reti            | Comp               | Pres               | Reti               | Comp        | Pres        | Reti        | Pres   | Reti   |
| ----------------- | ----------------- | ----------------- | ---------- | ---------- | --------------- | --------------- | --------------- | ------------------ | ------------------ | ------------------ | ----------- | ----------- | ----------- | ------ | ------ |
| 2010-2011         | Sassuolo          | B                 | 1          | 0          | CI              | 0               | 0               | -                  | -                  | -                  | -           | -           | -           | 1      | 0      |
| 2012-gen. 2013    | Empoli            | B                 | 3          | 0          | CI              | 0               | 0               | -                  | -                  | -                  | -           | -           | -           | 3      | 0      |
| gen.-giu. 2013    | Cittadella        | B                 | 0          | 0          | CI              | -               | -               | -                  | -                  | -                  | -           | -           | -           | 0      | 0      |
| 2013-2014         | Cittadella        | B                 | 30         | 1          | CI              | 2               | 0               | -                  | -                  | -                  | -           | -           | -           | 32     | 1      |
| 2014-2015         | Cittadella        | B                 | 17         | 0          | CI              | 1               | 0               | -                  | -                  | -                  | -           | -           | -           | 18     | 0      |
| Totale Cittadella | Totale Cittadella | Totale Cittadella | 47         | 1          |                 | 3               | 0               |                    | -                  | -                  |             | -           | -           | 50     | 1      |
| 2015-2016         | Ascoli            | B                 | 24         | 1          | CI              | 1               | 0               | -                  | -                  | -                  | -           | -           | -           | 25     | 1      |
| 2016-gen. 2017    | Ascoli            | B                 | 4          | 0          | CI              | 1               | 0               | -                  | -                  | -                  | -           | -           | -           | 5      | 0      |
| Totale Ascoli     | Totale Ascoli     | Totale Ascoli     | 28         | 1          |                 | 2               | 0               |                    | -                  | -                  |             | -           | -           | 30     | 1      |
| gen.-giu. 2017    | Virtus Entella    | B                 | 7          | 0          | CI              | -               | -               | -                  | -                  | -                  | -           | -           | -           | 7      | 0      |
| 2017-2018         | Avellino          | B                 | 9          | 0          | CI              | 0               | 0               | -                  | -                  | -                  | -           | -           | -           | 9      | 0      |
| 2018-2019         | Cuneo             | C                 | 7          | 0          | CI+CI-C         | 0               | 0               | -                  | -                  | -                  | -           | -           | -           | 7      | 0      |
| 2019-2020         | Monopoli          | C                 | 14         | 0          | CI+CI-C         | 0+2             | 0               | -                  | -                  | -                  | -           | -           | -           | 16     | 0      |
| 2020-2021         | Pro Sesto         | C                 | 32         | 3          | CI              | 0               | 0               | -                  | -                  | -                  | -           | -           | -           | 32     | 3      |
| 2021-2022         | Pro Sesto         | C                 | 31+1       | 3          | CI-C            | 1               | 0               | -                  | -                  | -                  | -           | -           | -           | 33     | 3      |
| Totale Pro Sesto  | Totale Pro Sesto  | Totale Pro Sesto  | 63+1       | 6          |                 | 1               | 0               |                    | -                  | -                  |             | -           | -           | 65     | 6      |
| 2022-2023         | Lecco             | C                 | 8          | 0          | CI-C            | 1               | 0               | -                  | -                  | -                  | -           | -           | -           | 9      | 0      |
| 2023-2024         | Sant'Angelo       | D                 | 9          | 1          | CI-D            | 1               | 0               | -                  | -                  | -                  | -           | -           | -           | 10     | 1      |
| Totale carriera   | Totale carriera   | Totale carriera   | 197        | 9          |                 | 10              | 0               |                    | -                  | -                  |             | -           | -           | 207    | 9      |

## Palmarès

### Club

#### Competizioni giovanili
- Campionato Primavera: 1

Inter: 2011-2012
- NextGen Series: 1

Inter: 2011-2012

#### Competizioni regionali
- Eccellenza: 1

Pavia: 2024-2025 (girone A)